# جيل يفبفر
جيل يفبفر (بالإنجليزية: Gil Lefebvre)‏ هو لاعب كرة قدم أمريكية أمريكي، ولد في 10 مارس 1910 في دوغلاس في الولايات المتحدة، وتوفي في 7 مايو 1987.

## وصلات خارجية
- جيل يفبفر على موقع مرجع كرة القدم المحترفة.كوم (الإنجليزية)